# Skuba Libre
Skuba Libre, pseudonimo di Albino Rizzato (Latina, 1º giugno 1985), è un rapper italiano.

## Biografia
Rizzato nasce a Latina nel 1985, frequenta il liceo classico e nel 2000 forma l’Ira Funesta con Surfa ed Exo, gruppo musicale che durerà fino al 2009, con il quale realizza 3 dischi e diverse collaborazioni.
Nel 2013 esce il suo primo disco Fame d’aria in distribuzione digitale sui principali store online.
Nel 2015 Skuba Libre conquista la finale della sesta edizione di Italia's Got Talent arrivando tra i 12 migliori finalisti, presentando tre testi inediti sulle note de Il volo del calabrone di Rimsky-Korsakov, dell'Ave Maria (piena di rabbia) e di Gloria sulle note di Schubert.
Nel 2017 viene inserito nelle selezioni di Sanremo Giovani 2017 con il brano Il meglio, con cui passa la prima selezione. Il 22 dicembre dello stesso anno pubblica il suo secondo album da solista L'ultima luce, prodotto dal noto Big Fish per l'etichetta The Beat Production Srl.

## Discografia

### Album
- 2011 - Filo Intermentale
- 2013 - Fame d'aria (Blazing Loop Team)
- 2017 - L'ultima luce (Big Fish) - The Beat Production Srl

### Singoli
- 2011 - La mia preistoria
- 2011 - Il mio regalo
- 2013 - Il ruolo del calabrone
- 2013 - In colpa
- 2016 - Qualcosa cambierà - The Beat Production Srl
- 2016 - Gloria - The Beat Production Srl
- 2016 - Il ruolo del calabrone
- 2016 - Ave Maria piena di rabbia - The Beat Production Srl
- 2017 - Gastroscopia - The Beat Production Srl
- 2017 - L'ultima luce - The Beat Production Srl
- 2017 - Il meglio - The Beat Production Srl
- 2018 - Con i cattivi - The Beat Production Srl
- 2024 - Fan della Mia Fan